# Procyrtosia sukatshevae
Procyrtosia sukatshevae is een fossiele vliegensoort uit de familie van de Mythicomyiidae, die voorkwam in het Krijt. De wetenschappelijke naam van de soort is voor het eerst geldig gepubliceerd in 1986 door Zaitzev.